# 葛正权
葛正权（1896年—1988年），字秉衡，号蠡，男，浙江东阳人，中国物理学家，曾任中国人民解放军第二军医大学教授。